# Paenoxyaenoides
Paenoxyaenoides — вимерлий рід гієнодонтових ссавців родини Hyaenodontidae. Скам'янілості знайдено у Франції. Описано 1 вид: Paenoxyaenoides liguritor.